# Liste der Monuments historiques in Marcilly-le-Hayer
Die Liste der Monuments historiques in Marcilly-le-Hayer führt die Monuments historiques in der französischen Gemeinde Marcilly-le-Hayer auf.

## Liste der Immobilien
| Bezeichnung                                  | Beschreibung                                                                                                 | Standort                      | Kennzeichnung | Schutzstatus | Datum | Bild           |
| -------------------------------------------- | --- | ----------------------------- | ------------- | ------------ | ----- | -------------- |
| Dolmen Les Blancs Fossés                     | aus dem Neolithikum                                                                                          | westlich des Ortes (Lage)     | PA00078148    | Classé       | 1936  |                |
| Château de Chavaudon                         | 1913 erbaut, Architekt Hector Guimard; einschließlich der Wirtschaftsgebäude, des Eingangstors und des Parks | südlich des Ortes (Lage)      | PA10000032    | Inscrit      | 2014  | weitere Bilder |
| Steinsetzung Le Four gaulois et le Réservoir | Dolmen oder Pseudodolmen                                                                                     | südlich des Ortes (Lage)      | PA00078150    | Classé       | 1959  |                |
| Kirche St-Leu-de-Sens                        | ab dem 12. Jahrhundert                                                                                       | Place des Tilleuls (Lage)     | PA00078149    | Classé       | 1977  | weitere Bilder |
| Dolmen von Vamprin                           | aus dem Neolithikum                                                                                          | nordwestlich des Ortes (Lage) | PA00078147    | Classé       | 1936  |                |

## Liste der Objekte
| Bezeichnung                                       | Beschreibung                                                        | Standort                            | Kennzeichnung | Schutzstatus | Datum     | Bild |
| ------------------------------------------------- | ------------------------------------------------------------------- | ----------------------------------- | ------------- | ------------ | --------- | ---- |
| Gemälde Der heilige Lupus von Sens heilt ein Kind | Ölfarbe auf Leinwand, 1824; vergoldeter Holzrahmen, 17. Jahrhundert | in der Kirche St-Leu-de-Sens (Lage) | PM10003955    | Inscrit      | 1983 1985 |      |
| Grabstein für Jean de la Tornerie                 | Kalkstein, 16. Jahrhundert                                          | in der Kirche St-Leu-de-Sens (Lage) | PM10001154    | Classé       | 1913      |      |
| Skulptur Heiliger Flavitus                        | Eichenholz, weiß gefasst und vergoldet, 18. Jahrhundert             | in der Kirche St-Leu-de-Sens (Lage) | PM10003954    | Inscrit      | 1978      |      |
| Skulptur Heiliger Lupus von Sens                  | Eichenholz, weiß gefasst und vergoldet, 18. Jahrhundert             | in der Kirche St-Leu-de-Sens (Lage) | PM10003953    | Inscrit      | 1978      |      |
| Skulptur Madonna mit Kind                         | Gips, farbig gefasst, 16. Jahrhundert                               | in der Kirche St-Leu-de-Sens (Lage) | PM10001153    | Classé       | 1908      |      |